# テヘラン会談

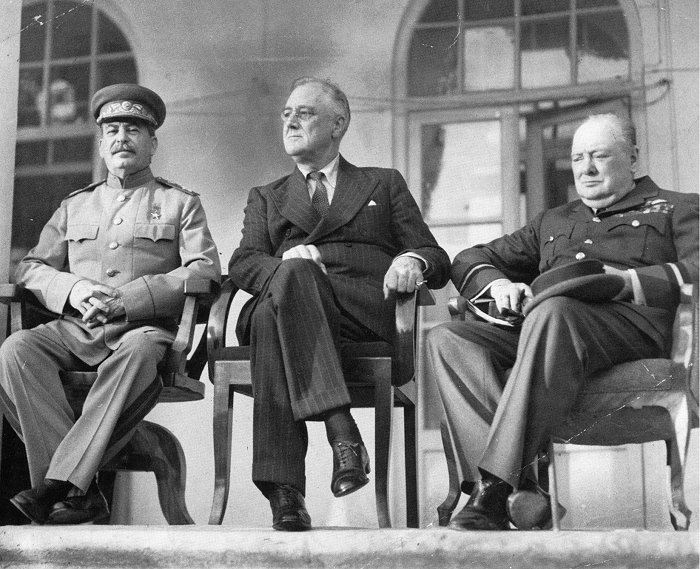
テヘラン会談に出席した「ビッグスリー」（左からスターリン、ルーズベルト、チャーチル）

テヘラン会談（テヘランかいだん）は、第二次世界大戦における連合国の首脳会談の一つ。1943年11月28日から12月1日にかけて、英ソによる占領下にあったパフラヴィー朝イランの首都テヘランで開かれた。アメリカ合衆国大統領フランクリン・ルーズベルト、英国首相ウィンストン・チャーチル、ソ連の最高指導者ヨシフ・スターリンが一堂に会した初めての会談であった。
当時、ナチス・ドイツに対して連合国は独ソ戦で優勢に立ちつつあり、イタリアの降伏を受けてイタリア南部にも上陸を果たしていた。テヘラン会談では、フランス上陸による本格的な第二戦線形成が主要議題となり、翌1944年、ノルマンディー上陸作戦で実現した。このほか、当時はナチス支配下にあったヨーロッパ諸国への援助などについても話し合われ、テヘラン会談を期に連合国の首脳会談は戦争遂行上の諸問題から戦後処理問題へと移っていった。

## 概要
上記の首脳三人のほか、側近としてルーズベルト大統領の外交顧問ハリー・ホプキンズ、英国外相アンソニー・イーデン、ソ連外相ヴャチェスラフ・モロトフらが参加した。
米英首脳はテヘラン会談に先立ち、英国の保護下にあったエジプトで、大日本帝国を相手に共闘していた中華民国総統の蒋介石を交えてカイロ会談を行なっていた。テヘラン会談ではこれに引き続き、フランスや地中海での反攻作戦、日本に対する英領ビルマ奪回といった連合国側の諸作戦における各国間の調整事項のほか、ドイツの降伏後をにらんだポーランド国境の確定、ソ連対日参戦などについて話し合われた。

## 主な合意
- ユーゴスラビアでドイツと戦う共産パルチザンに対し、物資や兵器の補給による支援、側面支援作戦などの支援をすることが言及された。
- トルコが年内に連合軍側で参戦することが望ましいという合意がなされた。
- トルコがドイツの侵攻を受ければ、ソ連が支援することになった。
- 会談中の11月30日、南フランスのヴィシー政権に対する作戦と結合させて、北フランスへの上陸作戦であるオーバーロード作戦を1944年5月に開始することが首脳たちの間で留意された。
- 米英ソ三大国の軍参謀がこれ以後緊密に連絡を取り合うことが合意された。
- イギリスとアメリカはスターリンに対し、西ヨーロッパに軍を送ることを約束し、その時期は1944年春と合意された。
- スターリンの主張に基づき、戦後のポーランド国境は西はオーデル・ナイセ線、東はカーゾン線とすべきだということが決定した。
- 機能停止状態となっている国際連盟から、新設の国際組織への移行。

## ドイツによる暗殺計画説
ドイツがテヘラン近郊に工作員を潜入させ、首脳の暗殺を計画していたという説を追ったノンフィクション“The Nazi Conspiracy：The Secret Plot to Kill Roosevelt, Stalin, and Churchill”がアメリカ合衆国で刊行された。

## 関連文献
- スーザン・バトラー、松本幸重訳『ローズヴェルトとスターリン テヘラン・ヤルタ会談と戦後構想』白水社（上下）、2017年
- ロバート・シャーウッド、村上光彦訳『ルーズヴェルトとホプキンズ』新版・未知谷、2015年
- 茂田宏・川端一郎・小西正樹・倉井高志訳『戦後の誕生　テヘラン・ヤルタ・ポツダム会議全議事録』中央公論新社、2022年3月